# Richard Talbot, 1:e earl av Tyrconnell
Richard Talbot, earl och titulär hertig av Tyrconnel, född 1630, död 14 augusti 1691 i Limerick, var en irländsk ädling.

## Biografi
Talbot stred mot Cromwell vid Drogheda 1649, undkom sedan till Spanien och Flandern, men återvände 1655 hem, häktades kort därpå såsom misstänkt för mordplaner mot Cromwell, lyckades emellertid fly till Bryssel, återkom med Karl II 1660 samt blev kammarherre och personlig förtrogen åt dennes bror Jakob.
Efter sin tronbestigning 1685 upphöjde Jakob Talbot till earl av Tyrconnel och gav honom i uppdrag att på Irland organisera en katolsk armé. År 1687 blev han vicekung på Irland, och efter Jakobs avsättning i England var han dennes främste medhjälpare under fälttåget mot Vilhelm II:s trupper på Irland 1689-1690.
Talbot förde befälet i det för Jakob olyckliga slaget vid Boyne 1690. Samma år erhöll han hertigtitel i den jakobitiska adeln. Talbot nödgades september 1690 fly till Frankrike, men återvände året därpå till Irland som Jakobs lordlöjtnant och avled av slag, kort efter det att Jakobs trupper definitivt besegrats vid Aughrim.